# Anathallis microphyta
Anathallis microphyta é uma espécie de orquídea (Orchidaceae) originária do Brasil.